# Circuit del Porto-Trofeu Arvedi
El Circuit del Porto-Trofeu Arvedi és una cursa ciclista italiana que es disputa pels voltants de Cremona, Itàlia. La primera edició de la cursa es disputà el 1967, i des del 2005 forma part del calendari de l'UCI Europa Tour.

## Palmarès
| Any  | Vencedor              | Segon                   | Tercer                  |
| ---- | --------------------- | ----------------------- | ----------------------- |
| 1967 | Mauro Landini         | Angelo Cremonesi        | Mario Negri             |
| 1968 | Valerio Valenti       | Eugenio Benelli         | Valerio Mantovani       |
| 1969 | Andrea Ciatti         | Pierluigi Ferraroni     | Paolo Virminetti        |
| 1970 | Pietro Algeri         | Andrea Ciatti           | Gianfranco Foresti      |
| 1971 | Gianfranco Foresti    | Mario Tremolada         | Alfio Monfredini        |
| 1972 | Valerio Lualdi        | Aldo Parecchini         | Alesio Antonini         |
| 1973 | Alessandro Cardelli   | Ettore Rinaldi          | Maurizio Mantovani      |
| 1974 | Giuseppe Colombo      | Bruno Giacomino         | Franco Calvi            |
| 1975 | Roberto Ceruti        | Agostino Bertagnoli     | Fausto Scotti           |
| 1976 | Agostino Bertagnoli   | Giovanni Ferreni        | Domenico Perani         |
| 1977 | Mario Noris           | Maurizio Carrara        | Luigi Busacchini        |
| 1978 | Emanuele Seghezzi     | Emilio Bedendo          | Duilio Negri            |
| 1979 | Maurizio Piovani      | Silvestro Milani        | Maurizio Orlandi        |
| 1980 | Silvestro Milani      | Maurizio Piovani        | Emanuele Seghezzi       |
| 1981 | Luigi Ferreri         | Davide Pollio           | Antonio Leali           |
| 1982 | Dario Claudio Montani | Mauro Ricciutelli       | Gianfranco Zanovelli    |
| 1983 | Umberto Viganò        | Giambattista Zonca      | Adriano Baffi           |
| 1984 | Angelo Tosi           | Giambattista Bardelloni | Stefano Pedrinazzi      |
| 1985 | Ettore Badolato       | Gianni Bugno            | Ettore Manenti          |
| 1986 | Ercole Mores          | Giovanni Fidanza        | Stefano Breme           |
| 1987 | Alberto Destro        | Paolo Tabanelli         | Ettore Badolato         |
| 1988 | Luigi Tessaro         | Biagio Conte            | Enrico Pezzetti         |
| 1989 | Riccardo Tarlao       | Luigi Mauri             | Luigi Dessi             |
| 1990 | Angelo Tameni         | Aladino Vicentini       | Maurizio Tomi           |
| 1991 | Claudio Camin         | Marco Villa             | Michele Paletti         |
| 1992 | Nicola Minali         | Federico Colonna        | Maurizio Tomi           |
| 1993 | Federico Colonna      | Mario Traversoni        | Mauro Radaelli          |
| 1994 | Michele Zamboni       | Simone Zucchi           | Massimo Falgari         |
| 1995 | Alberto Destro        | Nicola Chesini          | Matteo Frutti           |
| 1996 | Enrico Bonetti        | Roberto Zoccarato       | Nicola Chesini          |
| 1997 | Cristian Bianchini    | Walter Castignola       | Nicola Chesini          |
| 1998 | Nicola Chesini        | Oleg Grixkin            | Vasyl Yakovlev          |
| 1999 | Alessandro Romio      | Cristian Gobbi          | Mauro Gerosa            |
| 2000 | Luciano Pagliarini    | Angelo Furlan           | Cristian Bianchini      |
| 2001 | Juri Alvisi           | Yuri Ivanov             | Allan Davis             |
| 2002 | Stefano Bonini        | David Garbelli          | Daniele Della Tommasina |
| 2003 | Yuri Ivanov           | Alessandro Ballan       | Ruslan Pidgornyy        |
| 2004 | Mattia Gavazzi        | Danilo Napolitano       | Paride Grillo           |
| 2005 | Maximiliano Richeze   | Honorio Machado         | Marco Frapporti         |
| 2006 | Manolo Zanella        | Marco Cattaneo          | Konstantin Volik        |
| 2007 | Jacopo Guarnieri      | Davide Tortella         | Edoardo Costanzi        |
| 2008 | Michele Nodari        | Marcello Franzini       | Samuele Marzoli         |
| 2009 | Filippo Baggio        | Edoardo Costanzi        | Andrea Guardini         |
| 2010 | Marco Amicabile       | Rafael de Mattos        | Ruslan Karimov          |
| 2011 | Christian Rossi       | Christian Delle Stelle  | Edoardo Costanzi        |
| 2012 | Paolo Simion          | Nicola Ruffoni          | Davide Martinelli       |
| 2013 | Paolo Simion          | Liam Bertazzo           | Davide Martinelli       |
| 2014 | Jakub Mareczko        | Rino Gasparrini         | Nicolas Marini          |
| 2015 | Riccardo Minali       | Luca Pacioni            | Matteo Malucelli        |
| 2016 | Marco Maronese        | Riccardo Minali         | Simone Consonni         |
| 2017 | Imerio Cima           | Giovanni Lonardi        | Fabio Bresciani         |
| 2018 | Giovanni Lonardi      | Moreno Marchetti        | Ahmed Amine Galdoune    |
| 2019 | Luca Mozzato          | Nicolás Gómez           | Yuri Colonna            |
| 2020 | suspesa               | suspesa                 | suspesa                 |
| 2021 | Gleb Syritsa          | Nicolás David Gómez     | Giovanni Lonardi        |
| 2022 | Davide Persico        | Mattia Pinazzi          | Matteo Fiaschi          |
| 2023 | Mattia Pinazzi        | Davide Persico          | Nicolas Dalla Valle     |
| 2024 | Jakub Mareczko        | Simone Buda             | Alessio Portello        |
| 2025 | Žak Eržen             | Christian Fantini       | Lorenzo Cataldo         |